# كلية التجارة (جامعة دمنهور)
كلية التجارة جامعة دمنهور هي كلية حكومية مصرية، تقع في مدينة دمنهور، أنشئت سنة 1983 كفرع لجامعة الإسكندرية، وفي عام 1988 فصلت ككلية مستقلة وضمت لجامعة دمنهور.

## نبذة تاريخية
أنشئت كفرع من كلية التجارة بالإسكندرية في العام الجامعى 83/84 وتم تخريج أول دفعة في العام الجامعى 87/88. بمبنى الاتحاد الاشتراكى سابقا بدمنهور.
تعطلت الدراسة في العام الجامعى 88/89 لظروف خاصة ونقلت الدراسة بالإسكندرية.
صدر القرار الجمهورى الخاص بإنشاء كلية التجارة بدمنهور بالقرار رقم 507 بتاريخ 4/12/1988.
أعيدت الدراسة في العام الجامعى 95/96 وصدر قرار تعيين أول عميد للكلية أ.د محمد سمير الصبان.
أنتقلت الكلية إلى مبناها الحالى في العام الجامعى 2003/2004.

## رؤية الكلية
"أن تكون كلية التجارة- فرع دمنهور من الكليات المتميزة في مجال التعليم والتدريب والبحث العلمي وخدمة المجتمع في المجال الاقتصادى والتجاري على المستويات المحلية والإقليمية والدولية بما يساهم في تحقيق التنمية الشاملة في مصر "

## رسالة الكلية
تتمشى رسالة الكلية مع رسالة الجامعة ووزارة التعليم العالى وتتمثل في تقديم البرامج التعليمية والبحثية والتدريبية وفقا لمعايير الجودة المعتمدة بما يساهم في اعداد خريجين وكوادر إدارية تلبى احتياجات أسواق العمل وتخدم المجتمع المحيط وتكون قادرة على المنافسة إقليميا ومحليا ودوليا مع ضمان التطوير المستمر للجوانب الأكاديمية والبحثية والتدريبية للارتقاء بالمستوى العلمي والمعرفى والمهارى والقيمى لخريجى الكلية.

## الأهداف الاستراتيجية
1. أعداد خريجين متميزين علميا ومهاريا وقيميا قادرين على المنافسة في أسواق العمل محليا وإقليميا ودوليا
2. تنمية مهارات وقدرات أعضاء هيئة التدريس والهيئة المعاونة والجهاز الإداري بالكلية
3. التميز في البحث العلمي وبرامج التدريب والمساهمة في حل مشاكل المجتمع المحيط
4. تحسين وتطوير القدرات التطبيقية لدى الخريجين
5. إيجاد علاقات وروابط قوية للتعاون الأكاديمي مع الكليات المتناظرة محليا وإقليميا وعالميا مما ينعكس في الارتقاء باساليب وسياسات التعليم التجارى.
6. المساهمة في أعداد خريطة الاستثمار بمحافظة البحيرة وتقديم خدمات الاستشارات والبحوث ودراسات الجدوى للمشروعات المختلفة.
7. اتاحة فرص الحصول على التعليم العالي في مجال المال والأعمال من خلال نظام الدراسة بالتعليم المفتوح مما ينعكس عى خدمة وتنمية البيئة المحيطة.

## إستراتيجية الكلية
التأهيل للحصول على الاعتماد محليا ودوليا خلال الخمس سنوات القادمة من خلال إنشاء وتفعيل نظام لضمان الجودة لتحقيق الأهداف التالية:-
1. الأعداد لتطبيق الساعات المعتمدة
2. توصيف البرامج والمقررات الدراسية
3. التقييم المستمر لمتطلبات العملية التعليمية ومخرجاتها
4. متابعة تطورات سوق العمل ومتطلباته
5. وضع البرامج التدريبية وورش العمل والمؤتمرات والندوات
6. وضع آلية لتسويق البحوث التطبيقية والاستشارات التي تقدمها الكلية لخدمة وتنمية المجتمع
7. تطوير وتفعيل منظومة الاتصال بين أعضاء هيئة التدريس والطلاب بالكلية وبين الكليات الأخرى محليا ودولي